# 岡部啓一
岡部 啓一（おかべ けいいち、1969年5月26日 - ）は、日本の作曲家、編曲家、音楽プロデューサー。兵庫県神戸市出身。有限会社MONACA代表取締役。愛称は『世界のOKABE』。

## 来歴
美容師の専門学校を卒業後、美容師として働き始めるが、音楽の道に進みたいと思い直し、神戸芸術工科大学（芸術工学部・視覚情報学科）に入学。。大学での先輩にヨコオタロウ、同期に岩崎拓矢、河野一聡がいる。大学卒業に伴い、学士（芸術工学）の学位を取得。
1994年にナムコ（現バンダイナムコエンターテインメント）入社。『鉄拳』シリーズや『太鼓の達人』シリーズなどの音楽に携わる。
2001年にナムコを退社後、一時フリーランスとして活動し、2004年に有限会社MONACAを設立。現在は、主にゲーム・映像を中心としたサウンド制作プロデュースを手掛ける。『ニーア オートマタ』はThe Game Awards 2017で「Best Score/Music」部門賞を受賞した。

## 参加作品

### アニメ
- 『ホイッスル!』
  - OP主題歌「DOUBLE WIND」（共作曲・共編曲）
  - OP主題歌「DOUBLE WIND」※ボイスリメイク版（共作曲）
- 『涼宮ハルヒの憂鬱 (アニメ)』
  - 劇伴（編曲）
- 『ペンギン娘♥はぁと』
  - キャラクターソング「恋愛自由少女♀「これみよがしな」1.4倍速ミックス」（編曲）
- 『セキレイ』
  - 第11話ED主題歌「きみを想うとき」（作曲・編曲）
  - キャラクターソング「セキレイ～ノン・ストップ・メガミックス～」（共作曲・編曲）
- 『黒執事』
  - キャラクターソング「貴方の声が色褪せようとも、盟約の歌がその胸に届きますように。」（作曲・編曲）
  - キャラクターソング「月の雨」（作曲・編曲）
- 『WORKING!!』
  - 劇伴（MONACA名義　石濱翔・帆足圭吾と共同）
  - キャラクターソング「ワグナリア賛歌〜a day of 小鳥遊宗太」（作曲・編曲）
  - キャラクターソング「ワグナリア賛歌〜a day of 種島ぽぷら」（作曲）
  - キャラクターソング「ワグナリア賛歌〜a day of 伊波まひる」（作曲）
  - キャラクターソング「ワグナリア賛歌〜a day of 轟八千代」（作曲）
  - キャラクターソング「ワグナリア賛歌〜a day of 相馬博臣」（作曲・編曲）
  - キャラクターソング「SUGAR & SPICE」（作曲・編曲）
  - キャラクターソング「ワグナリア賛歌〜a day of 佐藤潤」（作曲）
  - キャラクターソング「ワグナリア賛歌〜a day of 山田葵」（作曲）
- 『学園黙示録 HIGHSCHOOL OF THE DEAD』
  - 第5話ED主題歌「Memories of days gone by」（共編曲）
- 『黒執事Ⅱ』
  - キャラクターソング「You will rule the world」（共作曲）
  - キャラクターソング「Kill★in the Heaven」（作曲・編曲）
- 『セキレイ〜Pure Engagement〜』
  - OP主題歌「白翼ノ誓約〜Pure Engagement〜」（作曲・共編曲）
  - 第10話ED主題歌「おぼえているから」（作曲・編曲）
  - 第13話挿入歌「Change the World」（作曲・編曲）
  - キャラクターソング「セキレイ～ノン・ストップ・メガミックス2～」（共作曲・編曲）
- 『STAR DRIVER 輝きのタクト』
  - 劇伴（MONACA名義　神前暁・高田龍一・石濱翔・帆足圭吾と共同）
  - 挿入歌「秋色のアリア」（共編曲）
- 『放浪息子』
  - 劇伴（神前暁、帆足圭吾と共同）
- 『WORKING'!!』
  - 劇伴（MONACA名義　帆足圭吾・石濱翔・田中秀和と共同）
  - ED主題歌「いつものようにLOVE&PEACE!!」（作曲・編曲）
- 『這いよれ! ニャル子さん』
  - 挿入歌「黒鋼のストライバー」（作曲・共編曲）
- 『スマイルプリキュア!』
  - キャラクターソング「あなたの鏡」（作曲・編曲）
- 『アイカツ!』
  - 劇伴（MONACA名義　帆足圭吾・石濱翔・田中秀和・高田龍一・高橋邦幸・広川恵一と共同）
  - 挿入歌「We wish a merry Christmas AIKATSU! VER.」（作曲・編曲）
  - 挿入歌「wake up my music」（作曲・編曲）
  - 挿入歌「stranger alien」（作曲・編曲）
- 『スタードライバー THE MOVIE』
  - 劇伴（MONACA名義　神前暁・高田龍一・石濱翔・帆足圭吾と共同）
- 『サーバント×サービス』
  - ED主題歌「ハチミツ時間」（作曲・編曲）
- 『ニセコイ』
  - 6話までの劇伴（千葉"naotyu-"直樹・石濱翔・青木佳乃・秋月須清・柴田徹也と共同）
- 『Wake Up, Girls!』
  - TVアニメED主題歌「言の葉 青葉」（作曲・編曲）
- 『風雲維新ダイ☆ショーグン』
  - OP主題歌「タマシイRISES」（作曲）
- 『キャプテン・アース』
  - 劇伴（MONACA名義　帆足圭吾・高田龍一・広川恵一・高橋邦幸・神前暁と共同）
  - 挿入歌「あいすくりーむ♡ラブ」（作曲・編曲）
- 『龍ヶ嬢七々々の埋蔵金』
  - 劇伴（MONACA名義　帆足圭吾・高橋邦幸・石濱翔と共同）
- 『結城友奈は勇者である』
  - 劇伴（MONACA（帆足圭吾・高橋邦幸・石濱翔・広川恵一）と共同）
  - OP主題歌「ホシトハナ」（作曲・編曲）
  - キャラクターソング「勇気のバトン」（作曲・編曲）
  - キャラクターソング「キボウノツボミ」（作曲・編曲）
- 『牙狼〈GARO〉-炎の刻印-』
  - 劇伴（MONACA名義　石濱翔・高田龍一と共同）
- 『電波教師』
  - 挿入歌「メイドの品格」（作曲・編曲）
- 『WORKING!!!』
  - 劇伴（MONACA名義　石濱翔・帆足圭吾・田中秀和・広川恵一・高橋邦幸と共同）
  - ED主題歌「まつ毛にLOCK」（作曲・編曲）
- 『牙狼 -紅蓮ノ月-』
  - 劇伴（MONACA名　高田龍一・高橋邦幸と共同）
- 『コンクリート・レボルティオ～超人幻想～』
  - 劇伴（石濱翔・帆足圭吾・山本陽介と共同）
- 『アイカツスターズ!』
  - 挿入歌「ハートがスキ♡ップ」（作曲・編曲）
- 『あんハピ♪』
  - 劇伴（MONACA名義　神前暁・石濱翔・帆足圭吾・田中秀和・広川恵一・高橋邦幸・瀬尾祥太郎と共同）
  - キャラクターソング「Knock Knock Map Map」（作曲）
- 『牙狼〈GARO〉-DIVINE FLAME-』
  - 劇伴（MONACA名義　高田龍一と共同）
- 『結城友奈は勇者である -鷲尾須美の章-』
  - 劇伴（MONACA（帆足圭吾・高橋邦幸・瀬尾祥太郎）と共同）
  - OP主題歌「サキワフハナ」（作曲・編曲）
- 『結城友奈は勇者である -勇者の章-』
  - 劇伴（MONACA（帆足圭吾・高橋邦幸・瀬尾祥太郎）と共同）
  - OP主題歌「ハナコトバ」（作曲・編曲）
  - ED主題歌「勇者たちのララバイ」（作曲・共編曲）
- 『Wake Up, Girls! 新章』
  - TVアニメED主題歌「雫の冠」（作曲・編曲）
- 『アニメガタリズ』
  - 劇伴（帆足圭吾・高橋邦幸と共同）
- 『デスマーチからはじまる異世界狂想曲』
  - 劇伴（MONACA名義　高橋邦幸・瀬尾祥太郎と共同）
- 『薄墨桜-GARO-』
  - 劇伴（MONACA名義　高田龍一・高橋邦幸と共同）
- 『アサシンズプライド』
  - 劇伴（MONACA名義　帆足圭吾・高橋邦幸と共同）
- 『結城友奈は勇者である -大満開の章-』
  - 劇伴（MONACA（帆足圭吾・高橋邦幸）と共同）
  - OP主題歌「アシタノハナタチ」（作曲・編曲）
  - ED主題歌「地平線の向こうへ」（作曲・編曲）
- 『サマータイムレンダ』
  - 劇伴（高田龍一・帆足圭吾と共同）

### ゲーム
- 『スパイラルフォール』
  - BGM（佐々木宏人・大塚隆功と共同）
- 『デンジャラスバー』
  - BGM
- 『エアーコンバット22』
  - BGM（中村和宏・川田宏行と共同）
- 『ナムコクラシックコレクションVOL.2』
  - BGM（三角由里・荒川美恵・石川隆之・福澤正洋と共同）
- 『エースドライバー・ビクトリーラップ』
  - BGM（Hiro（川田宏行）・おやつ大臣（みすみゆり）・Yanoman（矢野義人）と共同）
- 『アルペンサーファー』
  - BGM
- 『ダンシングアイ』
  - BGM（高橋みなも・LindaAI-CUE・みすみゆり・中村和宏・川田宏行・佐々木宏人・佐野信義・大塚隆功と共同）
- 『鉄拳2』
  - BGM（荒川美恵・高柳佳恵・西崎彰・古川崇・三井秀明・佐野信義・佐々木宏人・佐宗綾子・相原隆行・細江慎治と共同）
- 『アクアジェット』
  - BGM
- 『ゼビウス3D/G+』
  - BGM（saman（佐々木宏人）・T.Otsuka（大塚隆功）・LindaAI-CUE・sanodg（佐野信義）・strongyoshie（荒川美恵）・Etsu Ishii（石井悦夫）・To-yama（遠山明孝）・佐宗綾子・細江慎治と共同）
- 『鉄拳3』
  - BGM（佐野信義・高橋みなも・川田宏行・三宅優と共同）
- 『ダウンヒルバイカーズ』
  - BGM
- 『ジャンピンググルーヴ』
  - BGM（高橋みなも・濱本理央・佐々木宏人・川田宏行・戸部田英樹と共同）
- 『鉄拳タッグトーナメント』
  - BGM（神前暁・遠山明孝・佐野信義・三宅優・矢野義人と共同）
- 『太鼓の達人シリーズ』
  - 「どんちゃん世界旅行」（作曲・編曲）
  - 「どん子のファーストデート」（作曲・編曲）
  - 「うなぎのたましいロック」（作曲・編曲）
  - 「BE THE ACE」（作曲・編曲）
  - 「エンジェル ドリーム」（作曲・編曲）
  - 「風のファンタジー」（作曲・編曲）
  - 「DON'T CUT」（作曲）
  - 「ユウガオノキミ」（作曲・編曲）
  - 「パステル ドリーム」（作曲・編曲）
  - 「カレ・カノ・カノン」（編曲）
  - 「散りゆく蘭の綴る詩」（歌唱）B.K.O名義
- 『アルペンレーサー3』
  - BGM（中村和宏・川田宏行らと共同）
- 『3P Memories』
  - 挿入歌「醒めない夢」（作曲・編曲）
- 『玻璃ノ薔薇』
  - ムービーパートBGM・効果音
- 『鉄拳5』
  - BGM（遠山明孝・神前暁・高田龍一・三宅優・中西哲一・中村和宏・椎名豪・内田哲也・小林啓樹・佐野信義らと共同）
- 『NARUTO-ナルト- うずまき忍伝』
  - BGM
- 『ベルアイル』
  - BGM
- 『Rappelz』
  - BGM（神前暁・JUN NEUNG PARK・Studio EIM・STNと共同）
- 『みずいろブラッド』
  - BGM（みすみゆり・金子智充と共同）
- 『AXEBUSTERS』
  - BGM
  - テーマ曲「Theme of AXEBUSTERS」（作曲・編曲）
- 『ビューティフル塊魂』
  - 挿入歌「BOYFRIEND A GOGO」（作曲・編曲）
- 『鉄拳6』
  - BGM（神前暁・中村和宏・高田龍一・石濱翔・帆足圭吾・遠山明孝・佐野信義・椎名豪・濱本理央・細江慎治・佐宗綾子らと共同）
- 『シークレットゲーム -KILLER QUEEN-』
  - OP主題歌「シークレットゲーム」（編曲）
- 『セキレイ 〜未来からのおくりもの〜』
  - OP主題歌「約束 I'm with You」（作曲・編曲）
- 『Walk It Out』 ※北米・欧州でのみ発売
  - 挿入歌「KURU KURU ABEBA!」（作曲・編曲） - Keiichi Okabe featuring Maon Kurosaki名義
  - 挿入歌「Muteki Onnanoko」（作曲・編曲） - Keiichi Okabe featuring Maon Kurosaki名義
- 『ニーア ゲシュタルト/レプリカント』
  - BGM（石濱翔・帆足圭吾・西村隆文と共同）
- 『リッジレーサー3D』
  - BGM（大久保博・井上拓・濱本理央・細江慎治・佐宗綾子・渡辺量・LindaAI-CUEと共同）
- 『鉄拳タッグトーナメント2』
  - BGM（遠山明孝・井上拓・佐野信義・細江慎治・佐宗綾子・濱本理央・椎名豪・矢野義人・帆足圭吾・石濱翔・高田龍一・田中秀和・広川恵一らと共同）
- 『ロード オブ アポカリプス』
  - BGM（帆足圭吾と共同）
  - 主題歌「シノオト」（作曲・編曲）
- 『Scared Rider Xechs』
  - キャラクターソング「Pride」（作曲・編曲）
- 『DEMONS' SCORE』
  - BGM（水田直志・菊田裕樹・屋敷貴道・下村陽子・山﨑良・ZUNTATA・前山田健一・伊藤賢治・田中公平・岩崎英則と共同）
- 『恋は校則に縛られない!』
  - OP主題歌「Brand New World」（作曲・編曲）
  - キャラクターソング「A.」（作曲・編曲）
- 『ドラッグオンドラグーン3』
  - BGM（帆足圭吾・石濱翔・高橋邦幸・遠山明孝・佐野信義と共同）
  - OP主題歌「This Silence Is Mine」（編曲）
  - ED主題歌「クロイウタ」（作曲・編曲）
- 『Fate/EXTRA CCC』
  - キャラクターソング「暴君Majesty」（作曲・編曲）
- 『大乱闘スマッシュブラザーズ for Nintendo 3DS』&『大乱闘スマッシュブラザーズ for Wii U』
  - BGM（編曲）
- 『宵夜森ノ姫』
  - ED主題歌「眠る森の果て」（作曲）
- 『スクール オブ ラグナロク』
  - BGM（高橋邦幸・帆足圭吾・瀬尾祥太郎と共同）
  - 主題歌「evolve」（作曲・編曲）
  - 挿入歌「RAY OF HOPE」（作曲・編曲）
  - 挿入歌「Time Flies」（作曲・編曲）
  - 挿入歌「ボクはスター」（作曲・編曲）
- 『Windsoul』
  - BGM（帆足圭吾・高橋邦幸・小林啓樹と共同）
- 『maimai』
  - 「りばーぶ」（作曲・編曲）
- 『ニーア オートマタ』
  - BGM（帆足圭吾・高橋邦幸・瀬尾祥太郎と共同）
  - 主題歌「Weight of the World/English Version」（作曲・編曲）
  - 主題歌「Weight of the World/壊レタ世界ノ歌」（作曲・編曲）
  - 主題歌「Weight of the World/Nouveau-FR Version」（作曲・編曲）
  - 主題歌「Weight of the World/the End of YoRHa」（作曲・編曲）
- 『ファイナルファンタジーXV エピソード グラディオラス』
  - BGM（下村陽子・柴田徹也と共同）
- 『SINoALICE -シノアリス-』
  - BGM（MONACA（帆足圭吾・瀬尾祥太郎）と共同）
- 『テラバトル』スペシャルクエスト「メカチュラ物語」
  - BGM（MONACA（帆足圭吾・瀬尾祥太郎）と共同）
- 『アイカツ!フォトonステージ!!』
  - 挿入歌「ショコラショー・タイム」（作曲・編曲）
- 『Fate/EXTELLA LINK』
  - BGM（高田龍一・帆足圭吾・瀬尾祥太郎と共同）
- 『大乱闘スマッシュブラザーズ SPECIAL』
  - BGM（編曲）
- 『アイドルマスター シンデレラガールズ』
  - キャラクターソング「谷の底で咲く花は」（作曲・編曲）
- 『サイバーハンター』
  - BGM（高田龍一と共同）
- 『七つの大罪 〜光と闇の交戦〜』
  - BGM（MONACA（高橋邦幸）と共同）
- 『ファイナルファンタジーXIV』
  - BGM「Weight of the World / Prelude Version」（共作曲・編曲）
  - BGM「天より降りし力～全テヲ破壊スル黒キ巨人 / Medley Version」（共作曲・編曲）
  - BGM「カイネ / Final Fantasy Main Theme Version」（共作曲・編曲）
- 『ニーア リィンカーネーション』
  - BGM（瀬尾祥太郎と共同）
- 『ニーア レプリカント ver.1.22474487139...』
  - BGM（高田龍一・帆足圭吾・高橋邦幸・瀬尾祥太郎・オリバー・グッドと共同）
- 『Voice of Cards ドラゴンの島』
  - BGM（瀬尾祥太郎、オリバー・グッドと共同）
- 『Voice of Cards できそこないの巫女』
  - BGM（瀬尾祥太郎、オリバー・グッドと共同）
- 『ソウルハッカーズ2』
  - BGM（帆足圭吾、高橋邦幸、瀬尾祥太郎、オリバー・グッド、井上馨太と共同）
  - OP主題歌「Hopeless call」（作曲・編曲）

### テレビドラマ&テレビ番組&テレビCM
- 『XANAVI』テレビCM
  - BGM
- 『真夜中のパン屋さん』
  - 劇伴（帆足圭吾と共同）
- 『科学アドベンチャー 西之島へ～エンジニア達の熱き挑戦～』
  - OP主題歌（作曲・共編曲）
  - ED主題歌（作曲・共編曲）
- 『ちむどんどん』
  - 劇伴（高田龍一、帆足圭吾と共同）
  - 劇中歌「椰子の実」（編曲）

### 舞台
- 『ヨルハ』
  - BGM
- 『君死ニタマフ事ナカレ 零_改』
  - BGM
  - 主題歌「鮮紅の花」（作曲・編曲）

### アーティスト
- 『大黒摩季』
  - 「後遺症」（編曲）
- 『河村隆一』
  - 「Sugar Lady」（共編曲）
  - 「Sugar Lady(ballad version)」（共編曲）
  - 「I wanna be loved」（共編曲）
  - 「かけがえのない人」（共編曲）
  - 「愛欲のまなざし」（共編曲）
  - 「liar's hymn」（共編曲）
- 『sorachoco』
  - 「蒼い月」（作曲・編曲）
- 『黒崎真音』
  - 「Lisianthus」（作曲・編曲）
- 『かと*ふく』
  - 「アクセル」（作曲・編曲）
- 『鬼束ちひろ』
  - 「This Silence Is Mine」（編曲）
- 『河野マリナ』
  - 「Imperfect blue」（作曲・編曲）
- 『上坂すみれ』
  - 「哀愁Fakeハネムーン」（作曲・編曲）
  - 「来たれ！暁の同志」（作曲・編曲）
- 『ヨルハ』
  - 「ノルマンディー」（作曲・編曲）
  - 「ガダルカナル」（作曲・編曲）
- 『GEMS  COMPANY』
  - 「灰ト祈リ」（作曲・編曲）